# Alfate (Daira)
Alfate (em árabe: الفتح; romaniz.: Al-Fath) é uma cidade da província de Daira e do vilaiete de Danque, no Omã. No censo de 2010, tinha 372 habitantes, 287 omanis e 85 forâneos. Compreende área de 4,2 quilômetros quadrados.